# سیارک ۲۶۵۰۵
سیارک ۲۶۵۰۵ (به انگلیسی: 26505 Olextokarev، نامگذاری:2000CX21)۲۶۵۰۵مین سیارک کشف شده‌است که در ۰۲ فوریه ۲۰۰۰ کشف شد.